# Jorge Rodrigo Barrios

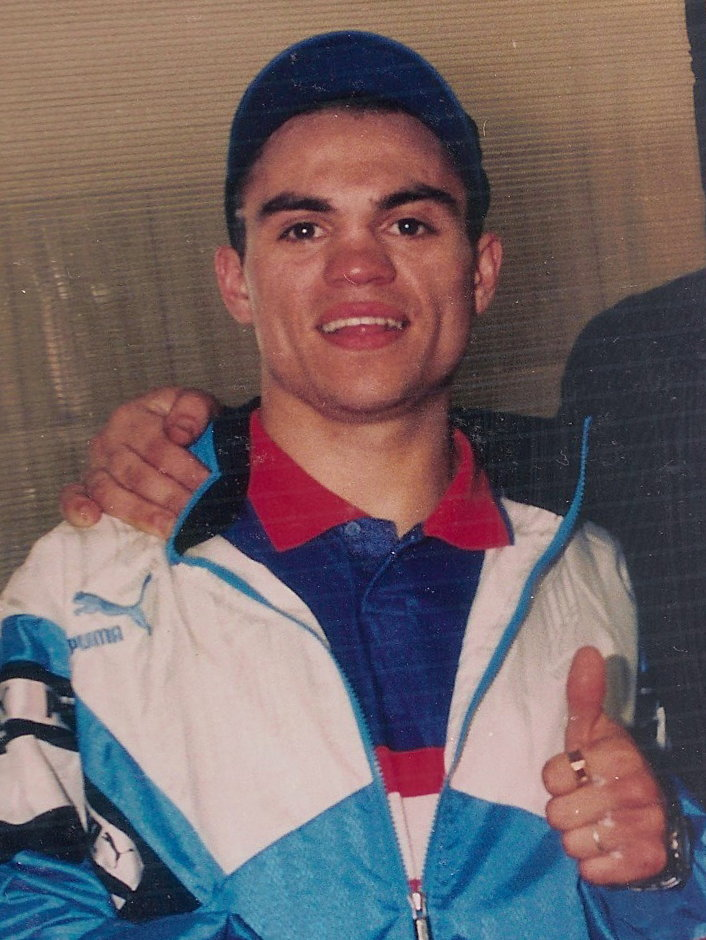
Jorge Rodrigo Barrios

Jorge Rodrigo Barrios (* 1. August 1976 in Tigre, Buenos Aires, Argentinien) ist ein ehemaliger argentinischer Boxer im Superfedergewicht und Normalausleger.

## Profikarriere
Er gewann seine ersten 14 Kämpfe, die meisten davon durch K. o. In seinem 15. Fight wurde er in einem auf 10 Runden angesetzten Gefecht gegen seinen Landsmann Cesar Emilio Domine in der 4. Runde disqualifiziert und musste somit seine erste Pleite hinnehmen.
Am 3. Oktober 1998 wurde er argentinischer Meister. Im April des Jahres 2005 trat er gegen den bis dahin ungeschlagenen Mike Anchondo (25-0-0) um den Weltmeisterschaftsgürtel des Verbandes WBO an und gewann durch T.K.o in der 4. Runde. Er verteidigte den Titel gegen Victor Santiago durch technischen K. o. und gegen den bis dahin ungeschlagenen János Nagy (24-0-0) (Nagy beendete nach dieser Niederlage seine Karriere). Am 16. September im Jahre 2006 verlor er den Titel an Joan Guzmán durch geteilte Punktentscheidung.